# Davíd Garza Pérez
David Garza Pérez (Monterrey, 22 juni 1988) is een Mexicaans autocoureur die anno 2010 in het Atlantic Championship rijdt.

## Loopbaan
- 2006: Formule BMW USA, team EuroInternational.
- 2007: Champ Car Atlantic, team US Racetronics.
- 2007-08: A1GP, team A1 Team Mexico (10 races).
- 2008: Atlantic Championship, team Forsythe Championship Racing (6 races).
- 2008-09: A1GP, team A1 Team Mexico (4 races).
- 2009: Atlantic Championship, team Jensen MotorSport (2 races).

## A1GP resultaten
| Jaar    | Inschrijving   | 1       | 2       | 3          | 4          | 5          | 6          | 7          | 8          | 9          | 10        | 11         | 12         | 13        | 14         | 15         | 16         | 17      | 18      | 19      | 20      | Rang | Punten |
| ------- | -------------- | ------- | ------- | ---------- | ---------- | ---------- | ---------- | ---------- | ---------- | ---------- | --------- | ---------- | ---------- | --------- | ---------- | ---------- | ---------- | ------- | ------- | ------- | ------- | ---- | ------ |
| 2007-08 | A1 Team Mexico | NED SPR | NED FEA | CZE SPR    | CZE FEA    | MAL SPR    | MAL FEA    | ZHU SPR 16 | ZHU FEA 11 | NZL SPR 17 | NZL FEA 9 | AUS SPR 17 | AUS FEA 18 | RSA SPR 8 | RSA FEA NF | MEX SPR 16 | MEX FEA 14 | SHA SPR | SHA FEA | GBR SPR | GBR FEA | 16   | 22     |
| 2008-09 | A1 Team Mexico | NED SPR | NED FEA | CHI SPR 16 | CHI FEA 15 | MAL SPR 14 | MAL FEA 15 | NZL SPR    | NZL FEA    | RSA SPR    | RSA FEA   | POR SPR    | POR FEA    | GBR SPR   | GBR FEA    |            |            |         |         |         |         | 19   | 13     |